# 74-я стрелковая дивизия (2-го формирования)
74-я стрелковая Киевско-Дунайская Краснознамённая ордена Богдана Хмельницкого дивизия — общевойсковое соединение (стрелковая дивизия) РККА ВС Союза ССР, принимавшее участие в Великой Отечественной войне.

## История
Сформирована 14 октября 1942 года на базе 134-й курсантской стрелковой бригады.
В действующей армии во время Великой Отечественной войны с 14 октября 1942 по 9 мая 1945 года.
С января 1943 года наступает в ходе Воронежско-Касторненской операции из района восточнее Гремячее на Кшень. 28 января 1943 года формирование штурмует высоту «Огурец», на стыке трёх областей: Курской, Липецкой и Орловской, потеряв только за один день 1006 человек. В дальнейшем, в феврале 1943 года участвует в тяжёлой Малоархангельской операции, наступая через Исаково на Малоархангельск, частью сил 23 февраля 1943 года принимает участие в освобождении города.
К началу Курской битвы находится на Ольховатском направлении под Малоархангельском во втором эшелоне обороны. В первый же день начала битвы начала выдвижение в район Протасове. С 06.07.1943 начала наступление в ходе контрудара в общем направлении на Бутырки, Гнилуша, ведёт оборонительные и наступательные бои, затем в ходе общего наступления освобождает станцию Глазуновка,
13.09.1943 форсирует Десну у села Оболонье (Коропский район Черниговская область), создаёт плацдармы и прорывает оборону противника на Салтыково-Долинском и Обоянском плацдармах.
23.09.1943 года форсировала Днепр у села Комарин (ныне посёлок городского типа Брагинского района Гомельской области, и преодолев упорное сопротивление врага, первой захватила плацдарм. В течение двух недель ведёт ожесточённые бои на плацдарме с переменным успехом.
Затем дивизия вышла к Припяти в районе сёл Кривая Гора, Зимовище (Чернобыльский район Киевской области, ведёт бои за Чернобыль. В начале ноября 1943 перемещена на Лютежский плацдарм севернее Киева, откуда 02-03.11.1943 приняла участие в Киевской наступательной операции. На утро 03.11.1943 занимала позиции на крайнем правом фланге армии, на реке Ирпень прикрывая ударную группировку армии с запада, смещалась на юг и юго-запад соответственно наступлению на Киев, вышла к населённому пункту Буча, откуда была переброшена на юг, западнее Белгородки, где попала в окружение, в результате контрудара вражеских войск, какое-то время вела боевые действия в окружении.
В ходе Житомирско-Бердичевской операции наступает на юг от Киева, на 02.01.1944 ведёт бои в Белоцерковском районе Киевской области, частью сил участвует в освобождении города Белая Церковь, продвинулась на подступы к Умани, контрударом была отброшена назад.
В ходе Уманско-Ботошанской операции наступает из район севернее Умани, форсирует реки Горный Тикич, Южный Буг, 02.04.1944 форсирует Прут в районе населённого пункта Коту-Камэнешти (12 километров юго-восточнее города Дарабани, Румыния), 05.04.1944 частью сил участвует в освобождении города Дорохой.
22 — 25.04.1944 ведёт бои у населённых пунктов Гура-Гумора, Кымнылдыч (30 километров южнее города Рэдэуци, Румыния), на 07 — 10.06.1944 держит оборону по реке Сучава (42 километра севернее города Кымпулунг, Румыния).
В ходе Ясско-Кишинёвской операции введена в бой на втором этапе операции, вышла к концу августа 1944 года на подступы к Бухаресту, откуда была переброшена приблизительно на румынско-югославскую границу.
Участвуя в Белградской наступательной операции, с 28.09.1944 наступает из района Брза-Паланка на юг, окружая с севера и северо-запада вражескую группировку севернее Неготина, затем продолжила наступление на северо-запад, форсирует Дунай, вышла через Пожаревац к 10.10.1944 к Белграду, частью сил участвует в освобождении города. После операции переброшена северо-западнее, где с 28.10.1944 начала участие в Будапештской наступательной операции. 07-15.11.1944, прорвав вражескую оборону севернее устья реки Драва в районе югославского города Апатина, наступает через Печ, вышла к началу января 1945 года юго-восточнее Балатона, продолжила наступление на север, наступала приблизительно из района Озора в общем направлении на Секешфехервар с юга, ведёт тяжёлые бои в ходе контрударов вражеских войск.
В ходе Балатонской оборонительной операции марта 1945 отражает сильнейший удар вражеских войск на юго-запад, находясь на оборонительных позициях между Шаркерестешем и Балатоном, была вынуждена отходить на юг, за канал Шио. Оттуда же, с середины марта 1945 года наступает в общем направлении на Лепшень в обход Балатона с севера, с боями проходит в районе Веспрема и продолжает наступление на Сомбатхей, к 04.04.1945 выйдя западнее города, наносит удар на Фридберг и далее, закончила войну в Восточных Альпах
Расформирована в 1946 году в связи с демобилизацией личного состава.

## Полное наименование
Полное действительное наименование, по окончании войны — 74-я стрелковая Киевско-Дунайская Краснознамённая ордена Богдана Хмельницкого дивизия

## В составе
| Дата            | Фронт (округ)        | Армия      | Корпус                  | Примечания |
| --------------- | -------------------- | ---------- | ----------------------- | ---------- |
| 01.11.1942 года | Брянский фронт       | 13-я армия | -                       | -          |
| 01.12.1942 года | Брянский фронт       | 13-я армия | -                       | -          |
| 01.01.1943 года | Брянский фронт       | 13-я армия | -                       | -          |
| 01.02.1943 года | Брянский фронт       | 13-я армия | -                       | -          |
| 01.03.1943 года | Брянский фронт       | 13-я армия | -                       | -          |
| 01.04.1943 года | Центральный фронт    | 13-я армия | -                       | -          |
| 01.05.1943 года | Центральный фронт    | 13-я армия | -                       | -          |
| 01.06.1943 года | Центральный фронт    | 13-я армия | -                       | -          |
| 01.07.1943 года | Центральный фронт    | 13-я армия | 15-й стрелковый корпус  | -          |
| 01.08.1943 года | Центральный фронт    | 13-я армия | 15-й стрелковый корпус  | -          |
| 01.09.1943 года | Центральный фронт    | 13-я армия | 15-й стрелковый корпус  | -          |
| 01.10.1943 года | Центральный фронт    | 13-я армия | 15-й стрелковый корпус  | -          |
| 01.11.1943 года | 1-й Украинский фронт | 38-я армия | 51-й стрелковый корпус  | -          |
| 01.12.1943 года | 1-й Украинский фронт | 40-я армия | 50-й стрелковый корпус  | -          |
| 01.01.1944 года | 1-й Украинский фронт | 40-я армия | 50-й стрелковый корпус  | -          |
| 01.02.1944 года | 1-й Украинский фронт | 40-я армия | 104-й стрелковый корпус | -          |
| 01.03.1944 года | 2-й Украинский фронт | 40-я армия | 104-й стрелковый корпус | -          |
| 01.04.1944 года | 2-й Украинский фронт | 40-я армия | 51-й стрелковый корпус  | -          |
| 01.05.1944 года | 2-й Украинский фронт | 40-я армия | 50-й стрелковый корпус  | -          |
| 01.06.1944 года | 2-й Украинский фронт | 40-я армия | 50-й стрелковый корпус  | -          |
| 01.07.1944 года | 2-й Украинский фронт | 40-я армия | 50-й стрелковый корпус  | -          |
| 01.08.1944 года | 2-й Украинский фронт | 40-я армия | 50-й стрелковый корпус  | -          |
| 01.09.1944 года | 2-й Украинский фронт | 53-я армия | 75-й стрелковый корпус  | -          |
| 01.10.1944 года | 3-й Украинский фронт | 57-я армия | 75-й стрелковый корпус  | -          |
| 01.11.1944 года | 3-й Украинский фронт | 57-я армия | 75-й стрелковый корпус  | -          |
| 01.12.1944 года | 3-й Украинский фронт | 57-я армия | 75-й стрелковый корпус  | -          |
| 01.01.1945 года | 3-й Украинский фронт | 57-я армия | 75-й стрелковый корпус  | -          |
| 01.02.1945 года | 3-й Украинский фронт | 26-я армия | 30-й стрелковый корпус  | -          |
| 01.03.1945 года | 3-й Украинский фронт | 26-я армия | 135-й стрелковый корпус | -          |
| 01.04.1945 года | 3-й Украинский фронт | 26-я армия | 135-й стрелковый корпус | -          |
| 01.05.1945 года | 3-й Украинский фронт | 26-я армия | 104-й стрелковый корпус | -          |

## Состав
- управление
- 78-й стрелковый полк
- 109-й стрелковый полк
- 360-й стрелковый полк
- 6-й артиллерийский полк
- 142-й отдельный истребительно-противотанковый дивизион
- 111-я отдельная разведывательная рота
- 110-й отдельный сапёрный батальон
- 700-й (113-й) отдельный батальон связи (622-я отдельная рота связи)
- 19-й медико-санитарный батальон
- 111-я отдельная рота химической защиты
- 101-я автотранспортная рота
- 167-я полевая хлебопекарня
- 57-й дивизионный ветеринарный лазарет
- 1779-я полевая почтовая станция
- 1736-я полевая касса Государственного банка[1]

## Командиры
- Казарян, Андраник Абрамович (14.10.1942 — 07.10.1943), полковник, с 22.02.1943 генерал-майор;
- Кузнецов, Михаил Дмитриевич (08.10.1943 — 15.01.1944), полковник;
- Гизатуллин, Кутуб Гайнутдинович (16.01.1944 — 05.10.1944), подполковник, с 22.02.1944 полковник;
- Сычёв, Константин Алексеевич (06.10.1944 — 17.11.1944), полковник;
- Зиновьев, Фёдор Иванович (18.11.1944 — май 1946), полковник, с 19.04.1945 генерал-майор.

## Награды и наименования
| Награда (наименование)                | Дата       | За что награждена |
| ------------------------------------- | ---------- | --- |
| Почётное наименование «Киевская»      | 06.11.1943 | В ознаменование одержанной победы и отличие в боях за освобождение города Киев. |
| Орден Красного Знамени                | 04.01.1944 | награждена указом Президиума Верховного Совета СССР от 4 января 1944 года за образцовое выполнение боевых заданий командования на фронте борьбы с немецкими захватчиками и проявленные при этом доблесть и мужество. (За овладение городом Белая Церковь?). |
| Орден Богдана Хмельницкого II степени | 24.04.1944 | награждена указом Президиума Верховного Совета СССР от 24 апреля 1944 года за образцовое выполнение заданий командования при прорыве обороны противника и за форсирование реки Прут и проявленные при этом доблесть и мужество.                             |
| Почётное наименование «Дунайская»     | 29.11.1944 | За отлично проведённые боевые действия при форсировании реки Дунай и прорыв обороны противника. |

Награды частей дивизии:
- 78-й Белградский стрелковый полк
- 109-й Дунайский стрелковый полк
- 360-й стрелковый ордена Александра Невского[4] полк
- 6-й артиллерийский Краснознаменный[5] полк.

## Отличившиеся воины дивизии
| Награда | Ф. И. О.                          | Должность                                                                         | Звание            | Дата награждения                 | Примечания                                   |
| ------- | --------------------------------- | --------------------------------------------------------------------------------- | ----------------- | -------------------------------- | -------------------------------------------- |
|         | Абдолов, Михаил                   | командир отделения 111-й отдельной разведроты                                     | старший сержант   | 24.03.1945                       |                                              |
|         | Алтухов, Иван Сергеевич           | командир роты 78-го стрелкового полка                                             | старший лейтенант | 24.03.1945                       |                                              |
|         | Антонов, Яков Андреевич           | пулемётчик 109-го стрелкового полка                                               | рядовой           | 16.10.1943                       |                                              |
|         | Барков, Сергей Егорович           | Командир отделения 111-й отдельной разведроты                                     | старший сержант   | 16.09.1944                       |                                              |
|         | Басманов, Гавриил Иванович        | радист роты связи 360-й роты связи                                                | рядовой           | 16.10.1943                       |                                              |
|         | Бердов, Дмитрий Михайлович        | Командир миномётной роты 78-го стрелкового полка                                  | старший лейтенант | 25.08.1944                       | посмертно, подорвал гранатой себя со врагами |
|         | Бешнов, Георгий Степанович        | Командир батальона 365-го стрелкового полка                                       | капитан           | 24.3.1945                        |                                              |
|         | Бойков, Николай Сафронович        | стрелок 78-го стрелкового полка                                                   | рядовой           | 16.10.1943                       | Пропал без вести 3 октября 1943 года.        |
|         | Бояринцев, Тимофей Алексеевич     | Помощник командира взвода пешей разведки 109-го стрелкового полка                 | старший лейтенант | 16.10.1943                       | погиб 20.10.1943                             |
|         | Гераськин, Иван Алексеевич        | Разведчик 111-й отдельной разведывательной роты                                   | рядовой           | 15.04.1944 29.05.1944 24.03.1945 |                                              |
|         | Грачёв, Иван Николаевич           | командир отделения 78-го стрелкового полка                                        | сержант           | 16.10.1943                       | Умер от ран 20 октября 1943 года.            |
|         | Гришин, Иван Трифонович           | Заместитель командира батальона 78-го стрелкового полка                           | капитан           | 24.03.1945                       | посмертно                                    |
|         | Грищенко, Николай Данилович       | командир миномётного расчёта 360-го стрелкового полка                             | старший сержант   | 16.10.1943                       | Звание присвоено посмертно                   |
|         | Гурьянов, Павел Яковлевич         | Командир отделения телефонно-кабельного взвода 622-й отдельной роты связи         | сержант           | 24.03.1945                       |                                              |
|         | Дешин, Андрей Иванович            | старший телефонист 6-го артиллерийского полка                                     | ефрейтор          | 16.10.1943                       | Звание присвоено посмертно.                  |
|         | Дубин, Ибрагим Хусаинович         | Командир 7-й роты 3-го батальона 360-го стрелкового полка                         | младший лейтенант | 16.10.1943                       |                                              |
|         | Дурин, Александр Максимович       | командир отделения миномётной роты 109-го стрелкового полка                       | старший сержант   | 16.10.1943                       | Звание присвоено посмертно.                  |
|         | Захаров, Пётр Иванович            | наводчик 6-го артиллерийского полка                                               | младший сержант   | 16.10.1943                       |                                              |
|         | Зиновьев, Фёдор Иванович          | Командир дивизии                                                                  | генерал-майор     | 28.04.1945                       |                                              |
|         | Иванилов, Иван Григорьевич        | командир отделения 109-го стрелкового полка                                       | сержант           | 24.03.1945                       |                                              |
|         | Игнатьев, Владимир Митрофанович   | командир взвода 110-го отдельного сапёрного батальона                             | старший сержант   | 24.03.1945                       |                                              |
|         | Казарян, Андраник Абрамович       | Командир дивизии                                                                  | генерал-майор     | 16.10.1943                       |                                              |
|         | Клименко, Николай Фёдорович       | командир отделения связи 78-го стрелкового полка                                  | сержант           | 16.10.1943                       | Погиб в бою 3 октября 1943 года.             |
|         | Косенков, Пётр Георгиевич         | командир роты 360-го стрелкового полка                                            | младший лейтенант | 24.03.1945                       |                                              |
|         | Лапшин, Илья Фёдорович            | Командир огневого взвода полковой артиллерийской батареи 360-го стрелкового полка | старший сержант   | 16.10.1943                       |                                              |
|         | Лазарев, Архип Алексеевич         | Командир миномётного расчёта 360-го стрелкового полка                             | старший сержант   | 16.10.1943                       | погиб 09.03.1945                             |
|         | Левашов, Константин Павлович      | Командир 78-го стрелкового полка                                                  | подполковник      | 24.03.1945                       |                                              |
|         | Лекарев, Филипп Андреевич         | наводчик орудия 6-го артиллерийского полка                                        | младший сержант   | 16.10.1943                       |                                              |
|         | Леусенко, Иван Михайлович         | Командир 78-го стрелкового полка                                                  | подполковник      | 16.10.1943                       |                                              |
|         | Лукьянов, Андрей Емельянович      | Командир отделения 78-го стрелкового полка                                        | младший сержант   | 16.10.1943                       |                                              |
|         | Ляшенко, Иван Михайлович          | командир артиллерийской батареи 109-го стрелкового полка                          | старший лейтенант | 16.10.1943                       | Погиб в бою 9 февраля 1944 года.             |
|         | Марцинковский, Алексей Михайлович | заместитель по артиллерии командира 109-го стрелкового полка                      | капитан           | 15.05.1946                       | Звание присвоено посмертно.                  |
|         | Мацкевич, Игнатий Викентьевич     | командир роты 109-го стрелкового полка                                            | лейтенант         | 16.10.1943                       | Звание присвоено посмертно.                  |
|         | Мельников, Василий Иванович       | командир роты 109-го стрелкового полка                                            | старший лейтенант | 16.10.1943                       |                                              |
|         | Мешков, Иван Георгиевич           | Комсорг батальона 109-го стрелкового полка                                        | лейтенант         | 24.03.1945                       | Звание присвоено посмертно.                  |
|         | Некрасов, Василий Александрович   | автоматчик 360-го стрелкового полка                                               | рядовой           | 16.10.1943                       |                                              |
|         | Новиков, Николай Михайлович       | командир 360-го стрелкового полка                                                 | подполковник      | 24.03.1945                       |                                              |
|         | Павлоцкий, Михаил Аркадьевич      | Помощник начальника штаба 360-го стрелкового полка по разведке                    | подполковник      | 16.10.1943                       |                                              |
|         | Папулов, Семён Васильевич         | командир роты 360-го стрелкового полка                                            | младший лейтенант | 16.10.1943                       | Погиб в бою 6 ноября 1943 года.              |
|         | Попков, Фёдор Спиридонович        | Командир орудийного расчёта 6-го артполка                                         | сержант           | 16.10.1943                       |                                              |
|         | Петренко, Геннадий Никифорович    | Командир взвода роты противотанковых ружей 360-го стрелкового полка               | старший лейтенант | 16.10.1943                       |                                              |
|         | Позевалкин, Николай Михайлович    | командир расчёта миномётной батареи 360-го стрелкового полка                      | старший сержант   | 24.03.1945                       |                                              |
|         | Репин, Иван Павлович              | командир орудия 6-го артиллерийского полка                                        | старший сержант   | 16.10.1943                       |                                              |
|         | Решетник, Иван Григорьевич        | стрелок 360-го стрелкового полка                                                  | рядовой           | 16.10.1943                       |                                              |
|         | Рощупкин, Степан Петрович         | командир взвода 142-го отдельного истребительно-противотанкового дивизиона        | старший сержант   | 16.10.1943                       | Звание присвоено посмертно.                  |
|         | Румянцев, Александр Степанович    | командир взвода противотанковых ружей 109-го стрелкового полка                    | лейтенант         | 16.10.1943                       |                                              |
|         | Семиглазов, Фёдор Нестерович      | командир орудия 6-го артиллерийского полка                                        | старший сержант   | 16.10.1943                       |                                              |
|         | Серков, Андрей Игнатьевич         | Командир телефонного взвода роты связи 78-го стрелкового полка                    | младший лейтенант | 25.08.1943                       | посмертно                                    |
|         | Сигаев, Николай Емельянович       | Командир батальона 109-го стрелкового полка                                       | капитан           | 16.10.1943                       | посмертно                                    |
|         | Сихимов, Есмурат                  | командир пулемётного расчёта 360-го стрелкового полка                             | младший сержант   | 16.10.1943                       | Умер от ран 27 сентября 1943 года.           |
|         | Солдатенко, Василий Григорьевич   | старший радио-телеграфист штабной батареи 6-го артиллерийского полка              | младший сержант   | 16.10.1943                       |                                              |
|         | Сонин, Иван Егорович              | командир батареи 6-го артиллерийского полка                                       | лейтенант         | 8.09.1943                        | Звание присвоено посмертно.                  |
|         | Сташек, Николай Иванович          | командир 360-го стрелкового полка                                                 | подполковник      | 16.10.1943                       |                                              |
|         | Сурков, Григорий Николаевич       | командир пулемётной роты 360-го стрелкового полка                                 | лейтенант         | 16.10.1943                       |                                              |
|         | Сухарников, Дмитрий Павлович      | командир 109-го стрелкового полка                                                 | майор             | 16.10.1943                       |                                              |
|         | Суюнов, Кудрат                    | командир отделения 109-го стрелкового полка                                       | сержант           | 16.10.1943                       | Звание присвоено посмертно.                  |
|         | Уганин, Семён Артемьевич          | командир миномётного расчёта 360-го стрелкового полка                             | старший сержант   | 13.09.1944                       |                                              |
|         | Фарунцев, Борис Николаевич        | автоматчик взвода разведки 109-го стрелкового полка                               | рядовой           | 16.10.1943                       |                                              |
|         | Филимонов, Михаил Васильевич      | Комсорг батальона 360-го стрелкового полка                                        | старший сержант   | 16.10.1943                       |                                              |
|         | Фионин, Сергей Семёнович          | командир орудия 6-го артиллерийского полка                                        | сержант           | 16.10.1943                       |                                              |
|         | Фионов, Иван Данилович            | командир санитарного взвода 360-го стрелкового полка                              | младший лейтенант | 16.10.1943                       | Звание присвоено посмертно                   |
|         | Чичкан, Фёдор Иванович            | командир 821-го артиллерийского полка                                             | майор             | 16.10.1943                       |                                              |
|         | Юсупов, Исмаил Аксанович          | командир отделения 360-го стрелкового полка                                       | сержант           | 16.10.1943                       |                                              |
|         | Якушкин, Георгий Трофимович       | Сапёр 78-го стрелкового полка                                                     | красноармеец      | 16.10.1943                       | умер от ран 24.01.1944                       |
|         | Яхогоев, Михаил Ардашукович       | телефонист миномётной батареи 360-го стрелкового полка                            | ефрейтор          | 16.10.1943                       |                                              |

## Память
- Именем дивизии названа улица в городе Ирпень.